# 2020年坦桑尼亞大選

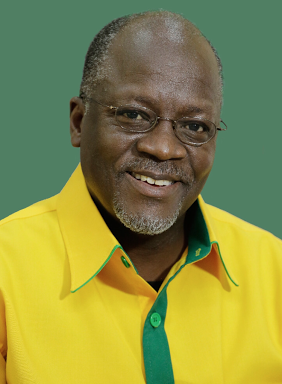
2015年的約翰·馬古富利總統。

2020年坦桑尼亞大選於2020年10月28日（星期三）舉行，選出新一屆聯合共和國總統和坦桑尼亚议会大部分議員。桑給巴爾總統和桑给巴尔众议院選舉亦於同日舉行。

## 聯合共和國總統選舉
本次總統選舉共有15人參選，包括爭取連任的约翰·马古富利。總統選舉採取領先者當選。1977年憲法規定總統候選人需要在出生之時已是該國公民，年滿40歲，獲所屬政黨提名等。2020年10月30日，國家選舉委員會宣佈現任總統約翰·馬古富利以84%得票率當選。兩個主要反對黨宣稱選舉存在舞弊，要求重新舉行選舉。
| 候選人                 | 候選人                 | 政黨                   | 得票       | %     |
| ---------------------- | ---------------------- | ---------------------- | ---------- | ----- |
|                        | 约翰·马古富利          | 革命党                 | 12,516,252 | 84.40 |
|                        | 通杜·利蘇              | 争取民主和进步党       | 1,933,271  | 13.04 |
|                        | 其他13位候選人合計     | 其他13位候選人合計     | 380,672    | 2.57  |
| 無效票或空白票         | 無效票或空白票         | 無效票或空白票         | 261,755    | –     |
| 總計                   | 總計                   | 總計                   | 15,091,950 | 100   |
| 已登記選民人數／投票率 | 已登記選民人數／投票率 | 已登記選民人數／投票率 | 29,754,699 | 50.72 |
| 來源：國家選舉委員會   |                        |                        |            |       |

## 坦桑尼亞議會選舉
坦桑尼亞議會其中264個席位由單議席選區直接選舉產生，以領先者當選，113個預留予女性的席位由政黨名單比例代表制產生，10個席位由總統委任，5席由桑给巴尔众议院間接選舉產生，1席為當然議員。
截至2020年10月30日，革命黨在264個地區直選席位中已贏得至少253席。